# Piletocera scotochroa
Piletocera scotochroa là một loài bướm đêm trong họ Crambidae.